# 杉本悦子
杉本 悦子（すぎもと えつこ、1979年10月31日 - ）は、愛知県名古屋市出身の女優・モデル。身長は165cm、体重は50kg、バスト88cm、ウェスト60cm、ヒップ88cm、靴サイズ24cm、血液型はA型である。趣味は麻雀など。ビリーブ/日本プロ麻雀棋士会所属。

## 出演歴

### テレビ
- ちゃんネプ （テレビ朝日）－ ウフフガールズ
- 全力坂（テレビ朝日）
- デジ屋台（TBS）10週出演したが脱落したためご褒美は獲得できなかった
- 出没!アド街ック天国（テレビ東京）
- ルーム指定（フジテレビ）
- 花嫁とパパ（フジテレビ）
- ドドドドTV（静岡朝日テレビ）
- P'S Wave（スカイパーフェクTV759ch パチンコ★パチスロTV!）

### CM
- らいぶ雀

### 舞台
- 青春四谷怪談

### 雑誌
- 竹書房 近代麻雀11月号/1月号付録
- 小学館 sabra17,19号
- ZIGEN exciting 表誌

### インターネットテレビ
- TOKYO FM iivチャンネル いこうよ!ごほうび旅

### その他
- サクセスオンラインゲーム らいぶ雀 女流雀士
- iモードサイト 野村誠一写真館
- 2003年GTレースクイーン
- 2003年GT「ESSO Ultraflo」レースクイーン
- 2002 R2-1 ピクシーガール・HONDA Dream FILLレーシングレースクイーン